# Назили
Назили (тур. Nazilli) је град у Турској у вилајету Ајдин. Према процени из 2009. у граду је живело 110.437 становника.

## Становништво
Према процени, у граду је 2009. живело 110.437 становника.
| 1990.  | 2000.   |
| ------ | ------- |
| 80.277 | 105.665 |